# Мобил (Алабама)
Мобил (енгл. Mobile) град је у САД у савезној држави Алабама, у округу Мобил. Налази се на југозападу Алабаме и трећи је град по величини. Лежи на реци Мобил. По попису становништва из 2010. у њему је живело 195.111 становника.
Мобил је био прва престоница Француске Луизијане. Град је добио име по Индијанцима племена Мобилиан. Током првих сто година постојања града Мобил је био колонија Француске, затим Велике Британије и на крају Шпаније. Мобил је ушао у састав САД 1813. Онда је 1861. напустио Унију и придружио се Конфедерацији, која се распала 1865. после пораза у Америчком грађанском рату.
Смештен на раскрсници реке Мобил и залива Мобил на сјеверу Мексичког залива, овај град је једина лука у Алабами. Лука у Мобилу је увек играла важну улогу у трговини САД (некад Индијанаца) са Француском. Данас је 9. по величини лука у САД.
Као један од највећих центара у том делу САД, Мобил има неколико музеја, симфонијски оркестар, професионалну оперу, професионалну балетску компанију и велику количину историјске архитектуре. Познат је јер има најстарији карневал у САД, који се одржава још из раног колонијалног периода.

## Географија
Мобил се налази на надморској висини од 3 m.

### Клима
| Клима Мобил (Алабама) (Mobile Regional Airport, нормали 1991–2020, екстреми од 1872. до данас) | Клима Мобил (Алабама) (Mobile Regional Airport, нормали 1991–2020, екстреми од 1872. до данас) | Клима Мобил (Алабама) (Mobile Regional Airport, нормали 1991–2020, екстреми од 1872. до данас) | Клима Мобил (Алабама) (Mobile Regional Airport, нормали 1991–2020, екстреми од 1872. до данас) | Клима Мобил (Алабама) (Mobile Regional Airport, нормали 1991–2020, екстреми од 1872. до данас) | Клима Мобил (Алабама) (Mobile Regional Airport, нормали 1991–2020, екстреми од 1872. до данас) | Клима Мобил (Алабама) (Mobile Regional Airport, нормали 1991–2020, екстреми од 1872. до данас) | Клима Мобил (Алабама) (Mobile Regional Airport, нормали 1991–2020, екстреми од 1872. до данас) | Клима Мобил (Алабама) (Mobile Regional Airport, нормали 1991–2020, екстреми од 1872. до данас) | Клима Мобил (Алабама) (Mobile Regional Airport, нормали 1991–2020, екстреми од 1872. до данас) | Клима Мобил (Алабама) (Mobile Regional Airport, нормали 1991–2020, екстреми од 1872. до данас) | Клима Мобил (Алабама) (Mobile Regional Airport, нормали 1991–2020, екстреми од 1872. до данас) | Клима Мобил (Алабама) (Mobile Regional Airport, нормали 1991–2020, екстреми од 1872. до данас) | Клима Мобил (Алабама) (Mobile Regional Airport, нормали 1991–2020, екстреми од 1872. до данас) |
| Показатељ \ Месец                                                                              | .Јан.                                                                                          | .Феб.                                                                                          | .Мар.                                                                                          | .Апр.                                                                                          | .Мај.                                                                                          | .Јун.                                                                                          | .Јул.                                                                                          | .Авг.                                                                                          | .Сеп.                                                                                          | .Окт.                                                                                          | .Нов.                                                                                          | .Дец.                                                                                          | .Год.                                                                                          |
| ---------------------------------------------------------------------------------------------- | ---------------------------------------------------------------------------------------------- | ---------------------------------------------------------------------------------------------- | ---------------------------------------------------------------------------------------------- | ---------------------------------------------------------------------------------------------- | ---------------------------------------------------------------------------------------------- | ---------------------------------------------------------------------------------------------- | ---------------------------------------------------------------------------------------------- | ---------------------------------------------------------------------------------------------- | ---------------------------------------------------------------------------------------------- | ---------------------------------------------------------------------------------------------- | ---------------------------------------------------------------------------------------------- | ---------------------------------------------------------------------------------------------- | ---------------------------------------------------------------------------------------------- |
| Апсолутни максимум, °C (°F)                                                                    | 29 (84)                                                                                        | 29 (84)                                                                                        | 33 (91)                                                                                        | 34 (94)                                                                                        | 38 (100)                                                                                       | 39 (103)                                                                                       | 40 (104)                                                                                       | 41 (105)                                                                                       | 39 (103)                                                                                       | 37 (98)                                                                                        | 31 (88)                                                                                        | 27 (81)                                                                                        | 41 (105)                                                                                       |
| Средњи максимум, °C (°F)                                                                       | 24 (76)                                                                                        | 26 (78)                                                                                        | 28 (83)                                                                                        | 30 (86)                                                                                        | 33 (92)                                                                                        | 35 (95)                                                                                        | 36 (97)                                                                                        | 36 (96)                                                                                        | 34 (94)                                                                                        | 32 (89)                                                                                        | 28 (82)                                                                                        | 26 (78)                                                                                        | 37 (98)                                                                                        |
| Максимум, °C (°F)                                                                              | 16,4 (61,5)                                                                                    | 18,7 (65,6)                                                                                    | 22,1 (71,8)                                                                                    | 25,4 (77,8)                                                                                    | 29,4 (84,9)                                                                                    | 31,9 (89,4)                                                                                    | 32,7 (90,9)                                                                                    | 32,7 (90,8)                                                                                    | 30,8 (87,5)                                                                                    | 26,5 (79,7)                                                                                    | 21,2 (70,2)                                                                                    | 17,5 (63,5)                                                                                    | 25,4 (77,8)                                                                                    |
| Просек, °C (°F)                                                                                | 10,6 (51,1)                                                                                    | 12,8 (55,0)                                                                                    | 16,1 (60,9)                                                                                    | 19,4 (66,9)                                                                                    | 23,6 (74,4)                                                                                    | 26,7 (80,1)                                                                                    | 27,8 (82,0)                                                                                    | 27,7 (81,9)                                                                                    | 25,6 (78,1)                                                                                    | 20,6 (69,0)                                                                                    | 14,9 (58,9)                                                                                    | 11,8 (53,3)                                                                                    | 19,8 (67,6)                                                                                    |
| Минимум, °C (°F)                                                                               | 4,8 (40,7)                                                                                     | 6,9 (44,4)                                                                                     | 10 (50,0)                                                                                      | 13,3 (56,0)                                                                                    | 17,7 (63,8)                                                                                    | 21,6 (70,8)                                                                                    | 22,8 (73,1)                                                                                    | 22,7 (72,9)                                                                                    | 20,4 (68,8)                                                                                    | 14,6 (58,2)                                                                                    | 8,7 (47,7)                                                                                     | 6,1 (43,0)                                                                                     | 14,1 (57,4)                                                                                    |
| Средњи минимум, °C (°F)                                                                        | −5 (23)                                                                                        | −3 (27)                                                                                        | 0 (32)                                                                                         | 4 (40)                                                                                         | 10 (50)                                                                                        | 17 (63)                                                                                        | 21 (69)                                                                                        | 19 (67)                                                                                        | 14 (57)                                                                                        | 4 (40)                                                                                         | −1 (31)                                                                                        | −3 (27)                                                                                        | −6 (21)                                                                                        |
| Апсолутни минимум, °C (°F)                                                                     | −16 (3)                                                                                        | −18 (−1)                                                                                       | −6 (21)                                                                                        | 0 (32)                                                                                         | 6 (43)                                                                                         | 9 (49)                                                                                         | 17 (62)                                                                                        | 14 (57)                                                                                        | 6 (42)                                                                                         | −1 (30)                                                                                        | −6 (22)                                                                                        | −13 (8)                                                                                        | −18 (−1)                                                                                       |
| Количина падавинаmm (in)                                                                       | 143,8 (5,66)                                                                                   | 113,5 (4,47)                                                                                   | 138,2 (5,44)                                                                                   | 145 (5,71)                                                                                     | 136,9 (5,39)                                                                                   | 166,4 (6,55)                                                                                   | 195,3 (7,69)                                                                                   | 174,5 (6,87)                                                                                   | 134,6 (5,30)                                                                                   | 100,3 (3,95)                                                                                   | 116,8 (4,60)                                                                                   | 138,4 (5,45)                                                                                   | 1.703,8 (67,08)                                                                                |
| Количина снега, cm (in)                                                                        | 0 (0,0)                                                                                        | 0 (0,0)                                                                                        | 0,3 (0,1)                                                                                      | 0 (0,0)                                                                                        | 0 (0,0)                                                                                        | 0 (0,0)                                                                                        | 0 (0,0)                                                                                        | 0 (0,0)                                                                                        | 0 (0,0)                                                                                        | 0 (0,0)                                                                                        | 0 (0,0)                                                                                        | 0,3 (0,1)                                                                                      | 0,5 (0,2)                                                                                      |
| Дани са падавинама (≥ 0.01 in)                                                                 | 9,9                                                                                            | 9,2                                                                                            | 8,7                                                                                            | 7,6                                                                                            | 8,0                                                                                            | 12,4                                                                                           | 14,9                                                                                           | 13,2                                                                                           | 9,2                                                                                            | 6,9                                                                                            | 7,7                                                                                            | 9,4                                                                                            | 117,1                                                                                          |
| Дани са снегом (≥ 0.1 in)                                                                      | 0,1                                                                                            | 0,0                                                                                            | 0,1                                                                                            | 0,0                                                                                            | 0,0                                                                                            | 0,0                                                                                            | 0,0                                                                                            | 0,0                                                                                            | 0,0                                                                                            | 0,0                                                                                            | 0,0                                                                                            | 0,1                                                                                            | 0,3                                                                                            |
| Релативна влажност, %                                                                          | 74                                                                                             | 72                                                                                             | 72                                                                                             | 71                                                                                             | 74                                                                                             | 76                                                                                             | 78                                                                                             | 78                                                                                             | 77                                                                                             | 73                                                                                             | 75                                                                                             | 75                                                                                             | 75                                                                                             |
| Сунчани сати — месечни просек                                                                  | 158                                                                                            | 155                                                                                            | 211                                                                                            | 255                                                                                            | 300                                                                                            | 287                                                                                            | 246                                                                                            | 254                                                                                            | 233                                                                                            | 254                                                                                            | 193                                                                                            | 145                                                                                            | 2.691                                                                                          |
| Извор #1: NOAA (humidity 1981–2010)                                                            |                                                                                                |                                                                                                |                                                                                                |                                                                                                |                                                                                                |                                                                                                |                                                                                                |                                                                                                |                                                                                                |                                                                                                |                                                                                                |                                                                                                |                                                                                                |
| Извор #2: Danish Meteorological Institute (sun, 1931–1960)                                     |                                                                                                |                                                                                                |                                                                                                |                                                                                                |                                                                                                |                                                                                                |                                                                                                |                                                                                                |                                                                                                |                                                                                                |                                                                                                |                                                                                                |                                                                                                |

| Клима Мобил (Алабама) (Mobile Downtown Airport) 1991–2020, екстреми од 1948. до данас | Клима Мобил (Алабама) (Mobile Downtown Airport) 1991–2020, екстреми од 1948. до данас | Клима Мобил (Алабама) (Mobile Downtown Airport) 1991–2020, екстреми од 1948. до данас | Клима Мобил (Алабама) (Mobile Downtown Airport) 1991–2020, екстреми од 1948. до данас | Клима Мобил (Алабама) (Mobile Downtown Airport) 1991–2020, екстреми од 1948. до данас | Клима Мобил (Алабама) (Mobile Downtown Airport) 1991–2020, екстреми од 1948. до данас | Клима Мобил (Алабама) (Mobile Downtown Airport) 1991–2020, екстреми од 1948. до данас | Клима Мобил (Алабама) (Mobile Downtown Airport) 1991–2020, екстреми од 1948. до данас | Клима Мобил (Алабама) (Mobile Downtown Airport) 1991–2020, екстреми од 1948. до данас | Клима Мобил (Алабама) (Mobile Downtown Airport) 1991–2020, екстреми од 1948. до данас | Клима Мобил (Алабама) (Mobile Downtown Airport) 1991–2020, екстреми од 1948. до данас | Клима Мобил (Алабама) (Mobile Downtown Airport) 1991–2020, екстреми од 1948. до данас | Клима Мобил (Алабама) (Mobile Downtown Airport) 1991–2020, екстреми од 1948. до данас | Клима Мобил (Алабама) (Mobile Downtown Airport) 1991–2020, екстреми од 1948. до данас |
| Показатељ \ Месец                                                                     | .Јан.                                                                                 | .Феб.                                                                                 | .Мар.                                                                                 | .Апр.                                                                                 | .Мај.                                                                                 | .Јун.                                                                                 | .Јул.                                                                                 | .Авг.                                                                                 | .Сеп.                                                                                 | .Окт.                                                                                 | .Нов.                                                                                 | .Дец.                                                                                 | .Год.                                                                                 |
| ------------------------------------------------------------------------------------- | ------------------------------------------------------------------------------------- | ------------------------------------------------------------------------------------- | ------------------------------------------------------------------------------------- | ------------------------------------------------------------------------------------- | ------------------------------------------------------------------------------------- | ------------------------------------------------------------------------------------- | ------------------------------------------------------------------------------------- | ------------------------------------------------------------------------------------- | ------------------------------------------------------------------------------------- | ------------------------------------------------------------------------------------- | ------------------------------------------------------------------------------------- | ------------------------------------------------------------------------------------- | ------------------------------------------------------------------------------------- |
| Апсолутни максимум, °C (°F)                                                           | 27 (81)                                                                               | 28 (83)                                                                               | 31 (87)                                                                               | 32 (90)                                                                               | 37 (99)                                                                               | 39 (102)                                                                              | 39 (102)                                                                              | 39 (102)                                                                              | 38 (101)                                                                              | 37 (98)                                                                               | 32 (89)                                                                               | 27 (81)                                                                               | 39 (102)                                                                              |
| Максимум, °C (°F)                                                                     | 16,7 (62,1)                                                                           | 18,8 (65,8)                                                                           | 22,1 (71,8)                                                                           | 25,5 (77,9)                                                                           | 29,4 (85,0)                                                                           | 32,2 (90,0)                                                                           | 33,2 (91,7)                                                                           | 33,3 (91,9)                                                                           | 31,6 (88,8)                                                                           | 27,4 (81,3)                                                                           | 22 (71,6)                                                                             | 17,9 (64,3)                                                                           | 25,8 (78,5)                                                                           |
| Просек, °C (°F)                                                                       | 11,3 (52,3)                                                                           | 13,3 (55,9)                                                                           | 16,6 (61,8)                                                                           | 20,2 (68,3)                                                                           | 24,3 (75,7)                                                                           | 27,5 (81,5)                                                                           | 28,6 (83,5)                                                                           | 28,7 (83,6)                                                                           | 26,8 (80,3)                                                                           | 21,7 (71,1)                                                                           | 16 (60,8)                                                                             | 12,6 (54,6)                                                                           | 20,6 (69,1)                                                                           |
| Минимум, °C (°F)                                                                      | 5,8 (42,5)                                                                            | 7,8 (46,1)                                                                            | 11 (51,8)                                                                             | 14,8 (58,6)                                                                           | 19,1 (66,3)                                                                           | 22,8 (73,1)                                                                           | 24,1 (75,3)                                                                           | 24,1 (75,3)                                                                           | 22,1 (71,8)                                                                           | 16,1 (61,0)                                                                           | 9,9 (49,9)                                                                            | 7,2 (44,9)                                                                            | 15,4 (59,7)                                                                           |
| Апсолутни минимум, °C (°F)                                                            | −13 (8)                                                                               | −11 (13)                                                                              | −5 (23)                                                                               | 2 (36)                                                                                | 6 (43)                                                                                | 13 (55)                                                                               | 17 (63)                                                                               | 16 (60)                                                                               | 9 (48)                                                                                | 1 (34)                                                                                | −4 (24)                                                                               | −11 (12)                                                                              | −13 (8)                                                                               |
| Количина падавинаmm (in)                                                              | 131,8 (5,19)                                                                          | 95,8 (3,77)                                                                           | 129,8 (5,11)                                                                          | 123,4 (4,86)                                                                          | 112,3 (4,42)                                                                          | 146,8 (5,78)                                                                          | 166,9 (6,57)                                                                          | 181,4 (7,14)                                                                          | 113,5 (4,47)                                                                          | 96,5 (3,80)                                                                           | 104,9 (4,13)                                                                          | 134,1 (5,28)                                                                          | 1.537,2 (60,52)                                                                       |
| Дани са падавинама (≥ 0.01 in)                                                        | 11,3                                                                                  | 11,5                                                                                  | 11,4                                                                                  | 9,1                                                                                   | 8,5                                                                                   | 12,7                                                                                  | 14,4                                                                                  | 14,0                                                                                  | 8,9                                                                                   | 9,2                                                                                   | 10,4                                                                                  | 12,0                                                                                  | 133,4                                                                                 |
| Извор: NOAA                                                                           |                                                                                       |                                                                                       |                                                                                       |                                                                                       |                                                                                       |                                                                                       |                                                                                       |                                                                                       |                                                                                       |                                                                                       |                                                                                       |                                                                                       |                                                                                       |

## Демографија
Према попису становништва из 2010. у граду је живело 195.111 становника, што је 3.804 (1,9%) становника мање него 2000. године.
|                   | 2010.            | 2000.            |
| Укупно            | 195 111 (100,0%) | 198 915 (100,0%) |
| Афроамериканци    | 98 691 (50,58%)  | 92 068 (46,29%)  |
| Белци             | 85 613 (43,88%)  | 98 965 (49,75%)  |
| Хиспаноамериканци | 4 600 (2,358%)   | 2 828 (1,422%)   |
| Азијати           | 3 427 (1,756%)   | 3 022 (1,519%)   |
| Остали            | 2 780 (1,425%)   | 2 032 (1,022%)   |

## Партнерски градови
- Град Кокбурн
- Виторија
- Вормс
- Хавана
- Ичихара
- Катовице
- Гаета
- Констанца
- Кошице
- Малага
- Веракруз
- Ростов на Дону
- Тјенцин